# Stormgletsjer
De Stormgletsjer is een gletsjer in Nationaal park Noordoost-Groenland in het oosten van Groenland.

## Geografie
De gletsjer is west-oost georiënteerd en heeft een lengte van meer dan vijftien kilometer. Ze mondt in het oosten uit in de Ejnar Mikkelsengletsjer.
Ongeveer tien kilometer naar het zuiden ligt de Stejlgletsjer, op ongeveer 15 kilometer naar het noorden ligt de Soranergletsjer en in het noordwesten ligt de L. Bistrupgletsjer.
Ten noordoosten van de gletsjer ligt het Koningin Margrethe II-land en ten zuidoosten het C.H. Ostenfeldland.